# Liste zerstörter Denkmale in Schmalkalden
Die nachstehende Liste zerstörter Denkmale in Schmalkalden beinhaltet zerstörte Gebäude in der Stadt Schmalkalden in Thüringen, die nach § 2 Abs. 1 ThDSchG von 1992 als Einzeldenkmale in der Liste der Kulturdenkmale in Schmalkalden eingetragen waren.
| Bild | Name                                  | Lage           | Erbaut  | Zerstört | Bemerkungen, Einzelnachweise                                                   |
| ---- | ------------------------------------- | -------------- | ------- | -------- | ------------------------------------------------------------------------------ |
|      | Kammgarnspinnerei Wernshausen         | OT Wernshausen | um 1900 | 2009     | Komplettabriss des Werksgeländes einschließlich der denkmalgeschützten Gebäude |
|      | Rentnerei des Schmalkalder Salzwerkes | Schmalkalden   | 18. Jh. | 2015/16  | Abriss 2015/16                                                                 |